# Un cirque passe
Un cirque passe est un roman de Patrick Modiano paru le 27 août 1992 aux éditions Gallimard.

## Résumé
Jean rencontre Gisèle après qu'ils aient été tous deux interrogés par la police. Gisèle n'a plus de logement, Jean l'invite chez son père parti en Suisse, dans un appartement vidé de presque tout son mobilier. Des connaissances de Gisèle proposent alors au jeune couple un "service" rémunéré.

## Personnages
Jean, livré à lui-même, vit d'expédients, entre autres la brocante de livres, tout en étant inscrit à la faculté de lettres. Gisèle (ou Suzanne Kraay) est une mystérieuse jeune femme, un peu plus âgée que Jean ; elle vient de quitter Saint-Leu-la-Forêt. Grabley , un peu paumé et pathétique, est l'ami du père du narrateur ; il habite avec Jean, quai de Conti. Jacques de Bavière, nanti, possède un cheval et un appartement rue Washington ; il  semble avoir des sentiments pour Gisèle. Pierre Ansart, homme un peu louche, propriétaire d'un restaurant, est un ami de Jacques de Bavière. Dell'Aversano, antiquaire et libraire, aide Jean. M. Guélin fait des révélations sur Jean et Gisèle. Martine Gaul, dévouée, voire corvéable, est la petite amie de Pierre Ansart. Raymond est le labrador de Gisèle. Il y a aussi le barman de la rue Amelot.

## Éditions
- Un cirque passe, éditions Gallimard, 1992  (ISBN 2-07-072771-8).

## Traductions
1. Przejechał cyrk, traduit en polonais par Katarzyna Skawina, Państwowy Instytut Wydawniczy, 1996  (ISBN 9788364822063)
2. Циркът Минава, traduit en bulgare par Andreï Borisov Manolov, Delakort, Sofia, 2003
3. Un circo pasa, traduit en espagnol par Adoración Elvira Rodríguez, Barcelona : Cabaret Voltaire, 2013 (ISBN 9788494035333)
4. Bir Sirk Geçiyor, traduit en turc par Filiz Nayır Deniztekin, Varlık Yayınları, 2014  (ISBN 9789754345117)
5. After the Circus, traduit en anglais Mark Polizzotti, Yale University Press, 2015  (ISBN 0300215894)
6. Цирк іде, traduit en ukrainien par Ivan Riabchyi, Folio, Kharkiv, 2017  (ISBN 9789660373181)